# Hannah Goslar
 (janvier 2023).
Si vous disposez d'ouvrages ou d'articles de référence ou si vous connaissez des sites web de qualité traitant du thème abordé ici, merci de compléter l'article en donnant les références utiles à sa vérifiabilité et en les liant à la section « Notes et références ».
Pour les articles homonymes, voir Goslar (homonymie).
Hannah Goslar (également surnommée « Hanneli » Goslar) puis Hannah Pick-Goslar après son mariage, née le 12 novembre 1928 à Berlin et morte le 28 octobre 2022 à Jérusalem, est une personnalité allemande de la Seconde Guerre mondiale, survivante de la Shoah. Elle est connue comme étant la meilleure amie d'Anne Frank.

## Biographie
Hannah Goslar est née le 12 novembre 1928 à Berlin en Allemagne. Sa famille, juive, fuit l'Allemagne nazie et s'installe à Amsterdam aux Pays-Bas. Elle y rencontre Anne Frank, avec laquelle elle développe une forte amitié.
La famille Goslar est arrêtée en 1943 et déportée au camp de transit de Westerbork, puis au camp de Bergen-Belsen en Allemagne, où Hannah a l'occasion de parler à son amie Anne Frank, prisonnière dans une autre section du camp.
Hannah Goslar quitte le camp à l'âge de 16 ans. Elle et sa petite sœur Gabi sont les seules de leur famille à revenir des camps. À l’hôpital, peu après la guerre, Hannah reçoit la visite d'Otto Frank, le père d'Anne Frank, qui lui apprend la mort de ses deux filles. Otto Frank devient alors comme un père pour elle.
- La mère de Hannah Goslar meurt en couches en 1943, à Amsterdam, avant leur arrestation. Le bébé qu'elle portait ne survit pas.
- Son père, Hans Goslar, meurt à l'hôpital du camp de Bergen-Belsen, la veille de leur échange contre des prisonniers allemands. Cet échange est finalement annulé.
- Son grand-père meurt d'une crise cardiaque à Westerbork.
- Sa grand-mère meurt dans des conditions inhumaines au camp de Bergen-Belsen.
- Son amie Anne et la sœur de celle-ci, Margot, meurent du typhus au camp de Bergen-Belsen. C’est à cet endroit-là, peu de temps avant sa mort, qu'Anne Frank voit pour la dernière fois sa meilleure amie, Hannah Goslar.

### Après la Seconde Guerre mondiale
En 1947, Hannah Goslar et sa sœur émigrent pour s'installer à Jérusalem. Hannah Goslar se marie avec Walter Pinchas Pick, avec qui elle a trois enfants.
À partir de 1988 (pour la première fois dans le documentaire néerlandais Laatste Zeven Maanden van Anne Frank réalisé par Willy Lindwer), elle raconte régulièrement son amitié avec Anne Frank et témoigne plus largement de ce qu'elle a vécu pendant la guerre.
En 1993, à Jérusalem, Hannah Goslar confie les souvenirs de son adolescence à Alison Leslie Gold, qui les retranscrit. Ce livre, édité en 1997 dans sa version originale en anglais, est publié en français sous le titre Mon amie Anne Frank en 2005. Cet ouvrage est adapté à l'écran en 2021 pour le film néerlandais Anne Frank, ma meilleure amie (Mijn beste vriendin Anne Frank) de Ben Sombogaart.